# زیردریایی یو-۷۷۷
زیردریایی یو-۷۷۷ (به انگلیسی: German submarine U-777) یک زیردریایی بود که طول آن ۶۷٫۱ متر (۲۲۰ فوت ۲ اینچ) بود. این زیردریایی در سال ۱۹۴۴ ساخته شد.